# رساله وتر و جیب
رساله وتر و جیب کتابی در ریاضیات نوشته غیاث‌الدین جمشید کاشانی است.
اصل این رساله از بین رفته است اما بخش‌هایی از آن در شرح‌های مختلف آمده است که معروف‌ترین و کامل‌ترین آن توسط، هم‌کار (یا شاید هم رقیب) کاشانی، قاضی‌زادهٔ رومی به عربی نوشته شده است.
در این رساله محاسبه سینوس (جیب) زاویهٔ یک درجه با روش ابتکاری حل یک معادلهٔ درجه سوم به دست آمده است.
sin۱=.۰۱۷۴۵۲۴۰۶۴۳۷۲۸۳۵۱۰۳۷۱۲
هفده رقم اعشاری عدد به دست آمده با مقداری که امروزه محاسبه می‌شود هم خوانی دارد.
در واقع کاشانی مقدار سینوس یک درجه را تا ده رقم صحیح شصت‌گانی حساب کرد.
کاشانی در مقدمه کتاب مفتاح الحساب از این رساله نام برده و نوشته است: «و رساله‌های دیگر تألیف کردم مانند... و رساله «وتر و جیب» در استخراج آن دو برای یک سوم قوسی که وتر جیب آن معلوم باشد و این نیز یکی از مسائلی است که بر پیشینیان دشوار بوده چنانکه صاحب مجسطی (=بطلمیوس) در آن کتاب گفته است که برای به دست آوردن آن راهی نیست.»